# Eva Maria Nikolaus
Eva Maria Nikolaus (geb. 1994 in Koblenz) ist eine deutsche Schauspielerin und Sängerin. Sie gehört dem Ensemble des Deutschen Schauspielhauses in Hamburg an und ist mehrmalige Gewinnerin des Bundeswettbewerb Gesang in der Kategorie Chanson.

## Leben
Nikolaus studierte zunächst klassischen Gesang an der Folkwang Universität der Künste in Essen sowie der Universität der Künste Berlin und begann schließlich im Jahr 2016 ein Schauspielstudium an der Hochschule für Schauspielkunst Ernst Busch. Im Jahr 2019 wurde sie in das Ensemble des Deutschen Schauspielhauses in Hamburg aufgenommen. Nikolaus schloss ihr Schauspielstudium im Jahr 2020 ab.

## Theater (Auswahl)
- 2021 J'accuse von René Pollesch, Deutsches Schauspielhaus
- 2022 Die Freiheit einer Frau nach Édouard Louis, Regie Falk Richter, Deutsches Schauspielhaus
- 2022 Revolution nach einem Roman von Viktor Martinowitsch, Regie Dušan David Pařízek, Deutsches Schauspielhaus
- 2022 Jeeps von Nora Abdel-Maksoud, Regie Heike M. Goetze, Deutsches Schauspielhaus
- 2023 Die acht Oktavhefte nach Franz Kafka, Regie Thom Luz, Deutsches Schauspielhaus
- 2024 Die Gläserne Stadt von Felicia Zeller, Regie Viktor Bodó, Deutsches Schauspielhaus
- 2024 Die Zeit Fährt Auto, Musikalische Revue, Theater und Orchester Heidelberg
- 2024 Bernada Albas Haus von Alice Birch nach Federico Garcia Lorca, Deutsches Schauspielhaus

## Fernsehen (Auswahl)
- 2024: SOKO Hamburg (Fernsehserie, Staffel 6, Folge 12: Der Pferdestecher)
- 2023: Mordsschwestern – Verbrechen ist Familiensache (Fernsehserie, Staffel 2, Folge 3: Schweinepriester)
- 2023: Der Zürich-Krimi: Borchert und die Stadt in Angst
- 2025: Polizeiruf 110: Widerfahrnis

## Hörspiele (Auswahl)
- 2022: Ivy Pochoda: Wonder Valley (2 Teile) (Anushna, Girl 2) – Bearbeitung und Regie: Matthias Kapohl (Hörspielbearbeitung – NDR)[3]

## Auszeichnungen
- 2019 Bundeswettbewerb Gesang Berlin, 1. Preis in der Kategorie Musical/Chanson[4]
- 2017 Bundeswettbewerb Gesang Berlin 3. Preis in der Kategorie Musical/Chanson[5]